# Sicyonia
Sicyonia H. Milne Edwards, 1830 è un genere di crostacei decapodi della famiglia Sicyoniidae.

## Specie
- Sicyonia affinis Faxon, 1893
- Sicyonia aliaffinis (Burkenroad, 1934)
- Sicyonia benthophila De Man, 1907
- Sicyonia bispinosa (De Haan, 1849)
- Sicyonia brevirostris Stimpson, 1871
- Sicyonia burkenroadi Cobb, 1971
- Sicyonia carinata (Brünnich, 1768)
- Sicyonia cristata (De Haan, 1844)
- Sicyonia curvirostris Balss, 1913
- Sicyonia disdorsalis (Burkenroad, 1934)
- Sicyonia disedwardsi (Burkenroad, 1934)
- Sicyonia disparri (Burkenroad, 1934)
- Sicyonia dorsalis Kingsley, 1878
- Sicyonia fallax De Man, 1907
- Sicyonia formosa Chan e Yu, 1985
- Sicyonia furcata Miers, 1878
- Sicyonia galeata Holthuis, 1952
- Sicyonia inflexa (Kubo, 1949)
- Sicyonia ingentis  (Burkenroad, 1938)
- Sicyonia japonica Balss, 1914
- Sicyonia laevigata Stimpson, 1871
- Sicyonia laevis Bate, 1881
- Sicyonia lancifera (Olivier, 1811)
- Sicyonia longicauda M. J. Rathbun, 1906
- Sicyonia martini Pérez Farfante et Booth, 1981
- Sicyonia mixta Burkenroad, 1946
- Sicyonia nasica Burukovsky, 1990
- Sicyonia nebulosa (Kubo, 1949)
- Sicyonia ocellata Stimpson, 1860
- Sicyonia olgae Pérez Farfante, 1980
- Sicyonia ommanneyi Hall, 1956
- Sicyonia parafallax Crosnier, 1995
- Sicyonia parri (Burkenroad, 1934)
- Sicyonia parvula (De Haan, 1850)
- Sicyonia penicillata Lockington, 1879
- Sicyonia picta Faxon, 1893
- Sicyonia rectirostris De Man, 1907
- Sicyonia stimpsoni Bouvier, 1905
- Sicyonia trispinosa De Man, 1907
- Sicyonia truncata (Kubo, 1949)
- Sicyonia typica (Boeck, 1864)
- Sicyonia vitulans (Kubo, 1949)
- Sicyonia wheeleri Gurney, 1934